# Chlorodiloma adelaidae
Chlorodiloma adelaidae is een slakkensoort uit de familie van de Trochidae. De wetenschappelijke naam van de soort is voor het eerst geldig gepubliceerd in 1851 door Philippi.